# 엔 놈브레 델 아모르
《엔 놈브레 델 아모르》(스페인어: En nombre del amor)은 2008년 방영된 멕시코의 텔레노벨라이다.